# Distretto di Chomphet
Il distretto di Chomphet è uno degli undici distretti (mueang) della provincia di Luang Prabang, nel Laos.